# 里奥-迪奥努尔
里奥-迪奥努尔是葡萄牙布拉干萨区的一个堂区。总面积45.37平方公里，总人口126人，人口密度2.8人/平方公里。